# Pardubice hlavní nádraží
Pardubice hlavní nádraží – stacja kolejowa w Pardubicach, w kraju pardubickim, w Czechach. Położona jest na wysokości 225 m n.p.m.  Jest to ważna stacja węzłowa. W ruchu osobowym jest obsługiwana przez České dráhy.

## Budynek dworcowy
Obecny budynek dworca kolejowego powstał w miejscu starego, uszkodzonego w czasie nalotów alianckich w okresie II wojny światowej. Nowy obiekt, w styl funkcjonalizmu, wznieśli architekci Karel Řepa oraz Karel Kalvoda. Oficjalnie otwarto go 1 maja 1958 roku - dworzec mieścił m.in. restaurację, hotel i podziemne kino (dzisiaj już nie funkcjonujące). Ściany dworca zdobiły mozaiki oraz fotografie atrakcji turystycznych Czechosłowacji. W 2010 roku zdjęcia z lat 70. zostały wymienione na nowe, prezentujące miejsca w pardubickim kraju.
Dworzec, którego wnętrza zostały zachowane w niezmienionym stanie, jest chroniony jako obiekt zabytkowy.
Obiekt związany z okolicznościami śmierci Jana Pernera, czeskiego konstruktora kolejowego.

## Inne

### System informacyjny
W latach 2001–2023 stację wyposażono w system głosowy HIS-VOICE firmy mikroVOX z głosem czeskiego aktora Václava Knopa (Věra Pockley w wersji angielskiej i Blanka Trčanová w wersji niemieckiej), który w czerwcu 2023 roku został zastąpiony systemem HAVIS firmy Starmon.

### Usługi na stacji
Na stacji kolejowej pasażerowie mogą skorzystać z następujących usług: kasa biletowa krajowa (ČD), kasa biletowa międzynarodowa (ČD), ČD Centrum, poczekalnia ČD Lounge, przechowalnia bagażu, toalety, poczta, parking publiczny, restauracja, kasa RegioJet, kasa Zarządu Transportu Miejskiego Pardubice.

## Linie kolejowe
- linia 010: Kolín - Pardubice - Česká Třebová (dalej na Brno, Ołomuniec)
- linia 031: Pardubice - Jaroměř
- linia 238: Pardubice - Havlíčkův Brod